# 前輩，這不叫戀愛！
《前輩，這不叫戀愛！》是日本漫畫家創作的BL漫畫，2019年1月30日至7月10日在漫畫網站「COMIC Fleur」（COMICフルール）連載。續作《前輩，這不叫戀愛！ Brush up》（先輩、断じて恋では！ Brush up）由2020年2月6日起於同網站連載。改編電視劇由2022年6月17日至8月12日每日放送「Dramashower」時段播出，內藤秀一郎、瀨戶利樹主演。

## 電視劇

### 演員列表
- 柳瀨淳：內藤秀一郎
- 金田優希：瀨戶利樹
- 今泉俊介：松田悟志
- 市川隼人：渡部秀
- 大村知世：坂田梨香子
- 井口春樹：新原泰佑
- 中山航平：朝田淳彌
- 谷本櫻：畦田瞳（畦田ひとみ）

## 外部連結
- 漫畫官方網站（日語）
- 電視劇官方網站（日語）